# Marielle Stamm
Pour les articles homonymes, voir Stamm.
Marielle Stamm, née en 1945 à Marseille (France), est une journaliste et écrivaine suisse.

## Biographie
Née d'un père schaffhousois et d'une mère française, Marielle Stamm étudie le droit à Aix-en-Provence puis part à Paris où elle obtient un diplôme de l'Institut d'études politiques. Elle suit les cours de l'École du Louvre, tout en s'initiant à l'informatique dans une société de services. Elle suit également une formation en informatique à l'INRIA  (Institut national de recherche en informatique et en automatique) à Paris. Elle lie ces deux passions et organise la première exposition d’art sur ordinateur en France. En 1974, elle vient s'installer à Lausanne et devient alors la première journaliste spécialisée en informatique.
Correspondante dès octobre 1974 du magazine 01 Informatique, elle en assure, durant quatorze ans la rubrique suisse. Elle couvre l'actualité de l'informatique en Suisse pour le Journal de Genève et Le Nouveau Quotidien. Dès 1982, elle dirige la société Edimont, éditrice du journal Informatique & Bureautique.
En 1993, Marielle Stamm est nommée directrice du marketing du quotidien 24 heures (fonction qu'elle assume jusqu'en 1997), elle lance les Cahiers de balades et les cartes topographiques La boussole, puis, le projet "Journaliste d'un Jour", une initiation des élèves des gymnases vaudois à la presse.
En 2005, alors qu'elle vit au Mont-sur-Lausanne, Marielle Stamm publie son premier roman : L'œil de Lucie (Éditions de l'Aire) honoré du Prix Rambert 2006, suivi par Triangles paru aux éditions de L'Âge d'Homme en 2009.
En 2014, parait son troisième roman, Chère Mademoiselle et Amie, publié aux éditions Mon village.
Elle est l'une des membres fondatrices de Mémoires Informatiques, une association crée en mars 2007 à Lausanne et qui a pour objectif de sauvegarder le patrimoine informatique passé afin d'établir un lien entre anciennes et nouvelles technologies. La Fondation Mémoires informatiques gère le Musée Bolo.

## Sources
- « Marielle Stamm », sur la base de données des personnalités vaudoises sur la plateforme « Patrinum » de la Bibliothèque cantonale et universitaire de Lausanne.
- portrait de G. Salem avec une photographie 24 Heures, 2003/02/01, p. 28 & 2007/06/06, p. 38